# Stefano Tumidei
Stefano Tumidei (Forlì, 15 agosto 1962 – Bologna, 9 maggio 2008) è stato un critico d'arte italiano.

## Biografia
Figlio dell'architetto Eolo Tumidei, nasce a Forlì il giorno di Ferragosto del 1962. Nel 1986 si laurea presso l'Università di Bologna con Anna Maria Matteucci con una tesi su Melozzo da Forlì e la pittura romagnola della fine del Quattrocento. Dopo un anno come borsista a Firenze presso la Fondazione Roberto Longhi, prosegue gli studi a Bologna. Nel 1990 consegue il diploma di perfezionamento in Storia dell’Arte Medievale e Moderna con Anna Ottani Cavina con una tesi su Antonio Trentanove e la scultura del Settecento in Romagna e poi nel 1993 consegue il dottorato con una tesi su Melozzo da Forlì: la fortuna critica, l'abside dei Santi Apostoli e il problema della formazione. Nell'anno scolastico 1993-1994 insegna Storia dell'Arte presso l’Accademia di Belle Arti di Bologna. Dal 1994 al 2000 lavora come conservatore presso i Musei civici d'arte antica di Bologna, partecipa alla redazione della rivista “Arte a Bologna. Bollettino dei Musei Civici d’Arte Antica”, si occupa di didattica e promozione e come responsabile del  Museo Civico d’Arte Industriale Galleria Davia Bargellini, predispone nuove sezioni e restauri delle opere esposte. Nel 1995 la Soprintendenza Archeologia, belle arti e paesaggio per la città metropolitana di Bologna e le province di Modena, Reggio Emilia e Ferrara lo nomina ispettore onorario e nello stesso anno inizia ad insegnare Metodologia della ricerca storico-artistica presso l'Università di Bologna nella sede di Ravenna. Nel 1999 inizia la sua collaborazione con la Fondazione Federico Zeri occupandosi della catalogazione informatizzata della fototeca, ideando e organizzando mostre. Dal 2000 è ricercatore in storia dell'arte moderna a Ravenna, presso la Facoltà di Beni culturali dell'Università di Bologna.
Studioso della pittura della fine del Quattrocento e della scultura del Sei-Settecento in Emilia e in Romagna, in particolare si è occupato di Melozzo da Forlì e Antonio Trentanove.
Nel 2009 è stato donato il suo archivio fotografico alla Fondazione Federico Zeri.

## Opere
Articoli:
- Stefano Tumidei, Un’aggiunta al maestro dei Baldraccani e qualche appunto sulla pittura romagnola del tardo Quattrocento, in Prospettiva, n. 49, 1987,  pp. 89-91, ISSN 0394-0802 (WC · ACNP).
- Stefano Tumidei, Un falso Melozzo: l’angelo musicante del Prado, in Prospettiva, n. 52, 1988,  pp. 64-67, ISSN 0394-0802 (WC · ACNP).
- Stefano Tumidei, Una nota su Antonio Trentanove, in Arte a Bologna : Bollettino dei musei civici d'arte antica, n. 1, 1990,  pp. 122-128, ISSN 1124-0229 (WC · ACNP).
- Stefano Tumidei, Pittore romagnolo inizi sec. XVI (Girolamo Marchesi da Cotignola?), in Riflessioni su un dipinto : appuntamenti mensili in Pinacoteca, Cesena, Pinacoteca comunale, 1990.
- Stefano Tumidei, Modelli e committenze romane in Piemonte fra Quattro e Cinquecento, in RR Roma nel Rinascimento, n. 7, 1991,  pp. 29-35, ISSN 2036-2463 (WC · ACNP).
- Stefano Tumidei, Contributo a Giacomo Rossi sculture e disegnatore, in Arte a Bologna : Bollettino dei musei civici d'arte antica, n. 2, 1992,  pp. 82-89, ISSN 1124-0229 (WC · ACNP).
- Stefano Tumidei, Rinascimento lucchese: Agostino Marti e la Sacra Conversazione della Pinacoteca Capitolina, in Ricerche di storia dell'arte, n. 51, 1993,  pp. 53-62, ISSN 0392-7202 (WC · ACNP).
- Stefano Tumidei, Liberale da Verona: un'aggiunta per gli anni senesi, in Nuovi studi : rivista di arte antica e moderna, n. 2, 1996,  pp. 5-9, ISSN 1125-3894 (WC · ACNP).
- Stefano Tumidei, Un disegno di Fra Bartolomeo all'Archiginnasio, in Arte a Bologna : Bollettino dei musei civici d'arte antica, n. 4, 1997,  pp. 75-79, ISSN 1124-0229 (WC · ACNP).
- Stefano Tumidei, Intagli a Bologna, intagli per Bologna. Alcuni esemplari, in Antologia di belle arti, n. 2, 2000,  pp. 36-53, ISSN 0394-0136 (WC · ACNP).
- Stefano Tumidei, Una segnalazione veneziana per Filippo Parodi, in Nuovi studi : rivista di arte antica e moderna, n. 8, 2003,  pp. 195-200, ISSN 1125-3894 (WC · ACNP).
- Stefano Tumidei, Disegni di scultori bolognesi nella collezione Certani: nuovi materiali per Giacomo Rossi, in Saggi e memorie di storia dell'arte, n. 27, 2003,  pp. 399-438, ISSN 0392-713X (WC · ACNP).
- Stefano Tumidei, Federico Zuccari e i gesuiti bolognesi: la pala del 1608, in Nuovi studi : rivista di arte antica e moderna, n. 13, 2008,  pp. 93-105, ISSN 1125-3894 (WC · ACNP).

Saggi:
- Stefano Tumidei, Vicende artistiche forlivesi nel palazzo comunale dal XV al XIX secolo, in "Invito a palazzo" : mostra sulla Piazza Grande e sul Palazzo comunale di Forlì, Forlì, 1989,  pp. 49-61.
- Stefano Tumidei, La pittura nei secoli XV e XVI, in Cesarina Casanova e Giovanni Tocci (a cura di), L'età moderna, Storia di Forlì, Bologna, Nuova Alfa, 1991,  pp. 151-166, ISBN 88-7779-281-7.
- Stefano Tumidei, Terrecotte bolognesi di Sei e Settecento: collezionismo produzione artistica, consumo devozionale, in Renzo Grandi (a cura di), Presepi e terrecotte nei musei civici di Bologna, Bologna, Nuova Alfa, 1991,  pp. 21-51, ISBN 88-7779-302-3.
- Stefano Tumidei, Virtuosi, 'pasticheurs', falsari, in Mark Jones e Mario Spagnol (a cura di), Sembrare e non essere : i falsi nell'arte e nella civiltà, Milano, Longanesi, 1993,  pp. 139-140, ISBN 88-304-1113-2.
- Stefano Tumidei, Dosso (e Battista) al Buonconsiglio, in Enrico Castelnuovo (a cura di), Dimora dei principi vescovi di Trento : persone e tempi di una storia, Il Castello del Buonconsiglio, Trento, TEMI, 1996,  pp. 131-157, ISBN 88-85114-20-2.
- Andrea Bacchi e Stefano Tumidei, Bernin : la sculpture à Saint-Pierre, fotografie di Aurelio Amendola, Arles, Actes de sud, 1998, ISBN 2-7427-1913-X.
- Andrea Bacchi e Stefano Tumidei, Bernini : la scultura in San Pietro, fotografie di Aurelio Amendola, Milano, Motta, 1998, ISBN 88-7179-158-4.
- Stefano Tumidei, La scultura dell'Ottocento in Certosa, in Giovanna Pesci (a cura di), La Certosa di Bologna : immortalità della memoria, Bologna, Compositori, 1998,  pp. 197-217, schede pp. 226-227,238,241-249, ISBN 88-7794-123-5.
- Stefano Tumidei, Un tableau perdu de Pisanello pour l'empereur Sigismond, in Dominique Cordellier et Bernadette Py (a cura di), Pisanello : actes du colloque organisé au Musée du Louvre par le Service culturel, les 26, 27 et 28 juin 1996, Paris, La documentation française, 1998,  pp. 15-27, ISBN 2-11-004092-0.
- Stefano Tumidei, Pittura e scultura a confronto a Venezia nell'età di Vittoria, in Andrea Bacchi, Lia Camerlengo, Manfred Leithe-Jasper (a cura di), La bellissima maniera: Alessandro Vittoria e la scultura veneta del Cinquecento, Trento, Provincia autonoma, Servizio beni culturali, 1999,  pp. 107-125, ISBN 88-86602-08-1.
- Stefano Tumidei, Romagnoli in Veneto: congiunture figurative e viaggi d'artisti tra Quattro e Cinquecento, in Sergio Marinelli e Angelo Mazza (a cura di), La pittura emiliana nel Veneto, Modena, Artioli, 1999,  pp. 59-86, ISBN 88-7792-064-5.
- Stefano Tumidei, L'immagine scolpita, in Beatrice Buscaroli e Roberto Sernicola (a cura di), Petronio e Bologna, il volto di una storia, Ferrara, Edisai, 2001,  pp. 195-207, ISBN 88-88051-09-0.
- Stefano Tumidei (a cura di), Dell'eccellenza delle dame di Bologna : dodici busti di donne illustri bolognesi, Firenze, G. Pratesi antiquario, 2003.
- Stefano Tumidei, con fotografie di Enrico Para (a cura di), La nobile villeggiatura : i Rasponi a Palazzo San Giacomo di Russi, Ravenna, Longo, 2004, ISBN 88-8063-425-9.
- Stefano Tumidei, La collezione dei ritratti dei Cardinali legati, in Gianni Morelli (a cura di), La dipinta storia di Ravenna : i pittori Ferrari e gli stemmi nel Palazzo della Prefettura, Ravenna, Longo, 2005,  pp. 131-149, ISBN 88-8063-459-3.
- Stefano Tumidei, Presenze seicentesche: alcune schede, in Lorenzo Lorenzini (a cura di), Sculture a Cento e a Pieve tra XV e XIX secolo, Cento, Edi art, 2005,  pp. 43-67.
- Stefano Tumidei, La visibile dignità. Materiali per l'immagine del legato a latere in Romagna, in Angelo Turchini (a cura di), La Legazione di Romagna e i suoi archivi : secoli XVI-XVIII, Cesena, Il ponte vecchio, 2006,  pp. 97-189, ISBN 88-8312-614-9.
- Stefano Tumidei, Angelo Turchini, Stemmi legatizi per la Biblioteca pubblica di Ravenna, 1696, in Angelo Turchini (a cura di), La Legazione di Romagna e i suoi archivi : secoli XVI-XVIII, Cesena, Il ponte vecchio, 2006,  pp. 289-303, ISBN 88-8312-614-9.
- Stefano Tumidei, Federico Zuccari per i Gesuiti bolognesi, in Gian Piero Cammarota, Sergio Marinelli, Daniela Scaglietti Kelescian (a cura di), Antonio Balestra a Sant'Ignazio : un dipinto donato alla Pinacoteca nazionale di Bologna, Bologna, Alfa Studio, 2007,  pp. 11-15.
- Stefano Tumidei, Studi sulla pittura in Emilia e in Romagna : da Melozzo a Federico Zuccari, 1987-2008, Trento, Temi, 2011, ISBN 978-88-89706-98-5.

Recensioni:
- Stefano Tumidei, Melozzo da Forlì pictor papalis di N. Clark, Roma 1989, in RR Roma nel Rinascimento, 1990,  pp. 113-116, ISSN 2036-2463 (WC · ACNP).
- Stefano Tumidei, Perin del vaga: l'anello mancante di E. Parma Armani, Genova 1986, in RR Roma nel Rinascimento, 1990,  pp. 192-194, ISSN 2036-2463 (WC · ACNP).
- Stefano Tumidei, Bambaia e il classicismo lombardo di G. Agosti, Torino 1990, in RR Roma nel Rinascimento, n. 7, 1991,  pp. 77-80, ISSN 2036-2463 (WC · ACNP).
- Stefano Tumidei, Tibaldi "d'intorno" a Perino di V. Romani, Padova 1990, in RR Roma nel Rinascimento, n. 7, 1991,  pp. 219-221, ISSN 2036-2463 (WC · ACNP).
- Stefano Tumidei, Domenico Della Rovere e il Duomo nuovo di Torino : Rinascimento a Roma e in Piemonte a cura di Giovanni Romano, Torino 1990, in RR Roma nel Rinascimento, n. 7, 1991,  pp. 29-35, ISSN 2036-2463 (WC · ACNP).
- Stefano Tumidei, La fresque de Melozzo da Forlì de l'ancienne Bibliothèque vaticane : réexamen di José Ruysschaert in Miscellanea Bibliothecae Apostolicae Vaticanae IV, 1990, in RR Roma nel Rinascimento, n. 8, 1992,  pp. 308-309, ISSN 2036-2463 (WC · ACNP).
- Stefano Tumidei, Frammenti di testimonianze intorno a Niccolò in Niccolò Dell'Arca : seminario di studi, Bologna 1989, in RR Roma nel Rinascimento, n. 8, 1992,  pp. 194-195, ISSN 2036-2463 (WC · ACNP).
- Stefano Tumidei, In figura Romae : immagini di Roma nel libro medioevale di Silvia Maddalo, Roma 1990, in RR Roma nel Rinascimento, n. 8, 1992,  pp. 265-269, ISSN 2036-2463 (WC · ACNP).
- Stefano Tumidei, Corali miniati del Quattrocento nella Biblioteca Malatestiana a cura di Piero Lucchi, Milano 1989, in RR Roma nel Rinascimento, n. 8, 1992,  pp. 202-204, ISSN 2036-2463 (WC · ACNP).

Cataloghi e repertori:
- Stefano Tumidei, Biografie di: Civetta Henry met de Blés, Clovio Giulio, Mazzoni Giulio, Niccolò dell'Abate, Penni Giovan Francesco, Pirri Antonio, Primaticcio Francesco, Rimpatta Antonio, in Giuliano Briganti (a cura di), La pittura in Italia. Il Cinquecento, Milano, Electa, 1989, ISBN 88-435-2625-1.
- Stefano Tumidei, Scheda relativa a Rezio Buscaroli, in Adriano Baccilieri e Silvia Evangelisti (a cura di), L'Accademia di Bologna: figure del Novecento, Milano, Electa, 1988.
- Stefano Tumidei, Biografie di: Andreini Bonaventura, Baldi Valentino, Bianconi Carlo, Bisi Tommaso, Favini Padre Attanasio, Manfredi Biagio, Manfredi Emilio, Milani Ferdinando, Milani Melchiorre, Petroni Ercole, Plachesi Agostino, Santini Brancaleone Giuseppe, Zampa Giacomo, in La pittura in Italia. Il Settecento, Milano, Electa, 1990, ISBN 88-435-3279-0.
- Stefano Tumidei, Schede relative a: Dosso Dossi, San Giorgio, San Giovanni Battista, San Sebastiano, in Musei e gallerie di Milano. Pinacoteca di Brera : scuola emiliana, Milano, Electa, 1991, ISBN 88-435-3548-X.
- Stefano Tumidei, Schede pp. 97-102, 105-107, in Le raccolte d'arte del Museo civico di Modena, Modena, Panini, 1992, ISBN 88-7686-184-X.
- Stefano Tumidei, Schede pp. 34-36, 48, 54, 99, 137, 153-154, 244, 245-248, 256-257, 275, 282, in La Pinacoteca civica di Fano : catalogo generale : Collezione Cassa di risparmio di Fano, Cinisello Balsamo, Silvana, 1993, ISBN 88-366-0433-1.
- Stefano Tumidei, Schede pp. 19-21, 141-145, 233-234, 236-237, in Mark Jones e Mario Spagnol (a cura di), Sembrare e non essere : i falsi nell'arte e nella civiltà, Milano, Longanesi, 1993, ISBN 88-304-1113-2.
- Stefano Tumidei, L'arredo ligneo del Gesù e scheda relativa a Domenico Francesco Ceccati, in Vittorio Erlindo (a cura di), Arte a Mirandola al tempo dei Pico, Mirandola, Centro Internazionale di Cultura Giovanni Pico della Mirandola, 1994,  pp. 71-88, 145.
- Stefano Tumidei, Melozzo da Forlì: fortuna, vicende, incontri di un artista prospettico, in Marina Foschi, Luciana Prati (a cura di), Melozzo da Forlì : la sua città e il suo tempo, Milano, Leonardo arte, 1994,  pp. 19-81, ISBN 88-7813-517-8.
- Stefano Tumidei, Il patrimonio delle Opere Pie, il conte Malaguzzi Valeri e il Museo Davia Bargellini, in Celide Masini (a cura di), Gli splendori della vergogna: la collezione dei dipinti dell'Opera pia dei Poveri vergognosi, Bologna, Nuova Alfa, 1995,  pp. 63-79.
- Stefano Tumidei, Schede pp. 31-41, 52-57, 78-81, 84-94, 108-109, 121-125, in Italies: peintures des musees de la region Centre, Paris, Samogy, 1996.
- Stefano Tumidei, Schede pp. 256-259,262-269, in Patrizia Angiolini Martinelli (a cura di), La Basilica di San Vitale a Ravenna. Saggi, Modena, Panini, 1997.
- Stefano Tumidei, Schede pp. 38-39,48-49,72-73,76-83, 103-105, in Andrea Bacchi (a cura di), Dalla Bibbia di Corradino a Jacopo della Quercia: sculture e miniature italiane del Medioevo e del Rinascimento, Milano, Galleria Nella Longari, 1997.
- Stefano Tumidei, Schede pp. 150-153, in ... di bella mano : disegni antichi dalla raccolta Franchi, Bologna, Musei civici d'arte antica, 1997.
- Stefano Tumidei, Schede n. 12-14, 16, 18-20, 22-23, 25, 44-46, 59-66, 70, in Il museo che non si vede: cose belle e curiose dai depositi dei Musei civici d'arte antica, Bologna, Grafis, 1997, ISBN 88-8081-075-8.
- Stefano Tumidei (a cura di), Un presepe napoletano del Settecento, Bologna, Musei civici d'arte antica, 1999.
- Stefano Tumidei, Scheda pp. 344-345, in Deanna Lenzi e Jadranka Bentini, con la collaborazione di Silvia Battistini e Alessandra Cantelli (a cura di), I Bibiena: una famiglia europea, Venezia, Marsilio, 2000, ISBN 88-317-7604-5.
- Stefano Tumidei, Schede pp. 154-162, 212-215, 226-227, 398-400, in Massimo Medica, con la collaborazione di Stefano Tumidei (a cura di), Duecento: forme e colori del Medioevo a Bologna, Venezia, Marsilio, 2000, ISBN 88-317-7491-3.
- Stefano Tumidei, Scheda relativa a Marco Palmezzano, Sacra Famiglia con San Giovannino pp. 214-215, in Anna Maria Ambrosini Massari (a cura di), Il filo di Arianna: raccolte d'arte dalle fondazioni casse di risparmio marchigiane Jesi, Macerata, Pesaro, Milano, F. Motta, 2000, ISBN 88-7179-277-7.
- Stefano Tumidei, Schede e voci biografiche pp. 26, 94, 202-205, 208, 213, 215-223, 225-228, 230-234, 242-243, 248-259, 268-273, 287-295, 297, 360, in Anna Ottani Cavina (a cura di), Un paese incantato : Italia dipinta da Thomas Jones a Corot, Milano, Electa, 2001, ISBN 88-435-9905-4.
- Stefano Tumidei, Scheda relativa a Narciso alla fonte pp. 102-105, in Andrea Di Lorenzo (a cura di), Due collezionisti alla scoperta dell'Italia: dipinti e sculture dal Museo Jacquemart-André di Parigi, Cinisello Balsamo, Silvana, 2002, ISBN 88-8215-471-8.
- Stefano Tumidei, Alessandro Menganti e le arti a Bologna nella seconda metà del '500: alla ricerca di un contesto, in Andrea Bacchi e Stefano Tumidei (a cura di), Il Michelangelo incognito: Alessandro Menganti e le arti a Bologna nell'età della Controriforma, Ferrara, Edisai, 2002,  pp. 55-110 e schede pp. 120-142, 145-150, 155-157, 161-164, 170-179, 193-198, 209-227, ISBN 88-88051-20-1.
- Stefano Tumidei, Scheda relativa a Palazzo Aldrovandi pp. 258-259, in Anna Maria Matteucci, I decoratori di formazione bolognese tra Settecento e Ottocento : da Mauro Tesi ad Antonio Basoli, Milano, Electa, 2002, ISBN 88-370-2088-0.
- Stefano Tumidei, Documenti e testimonianze figurative in Romagna per gli anni di Francesco Menzocchi e schede pp. 223-224, 232-239, 275-277, 282-284, in Anna Colombi Ferretti, Luciana Prati (a cura di), Francesco Menzocchi: Forlì 1502-1574, Ferrara, Edisai, 2003, ISBN 88-88051-30-9.
- Stefano Tumidei, Schede pp. 296-298, 327-328, 348-350, in Jadranka Bentini, Gian Piero Cammarota, Daniela Scaglietti Kelescian (a cura di), Catalogo generale. Pinacoteca Nazionale di Bologna. 1: Dal Duecento a Francesco Francia, Venezia, Marsilio, 2004, ISBN 88-317-8467-6.
- Stefano Tumidei, Marco Palmezzano (1459-1539) pittura e prospettiva nelle Romagne; Schede pp. 174-177, 184-185, 248-249, 256-261, in Antonio Paolucci, Luciana Prati, Stefano Tumidei (a cura di), Marco Palmezzano: Il Rinascimento nelle Romagne, Cinisello Balsamo, Silvana, 2005, ISBN 88-8215-803-9.
- Stefano Tumidei, Schede pp. 132, 138, 148, 192, 196-199, 208, 214, in Vincenzo Mancini, Giuseppe Pavanello (a cura di), Il segno dell'arte: disegni di figura nella Collezione Certani alla Fondazione Giorgio Cini (1500-1750), Bologna, Bononia university press, 2007, ISBN 978-88-7395-231-2.
- Stefano Tumidei, diderot e i salon pp. 234-245 La nascita del museo pp. 280-290, in Storia della civiltà europea. Il Settecento. 8: Arti visive, musica, Milano, Corriere della Sera, 2008.